# 24 d'abril
El 24 d'abril és el cent catorzè dia de l'any del calendari gregorià i el cent quinzè en els anys de traspàs. Queden 251 dies per finalitzar l'any.

## Esdeveniments
Països Catalans
Resta del món
- 1547 - Batalla de Mühlberg: entre l'emperador Carles V i la Lliga d'Esmalcalda.
- 1585 - Roma (Estats Pontificis)ː Elecció de Sixt V com a nou papa.[1]
- 1898 - Espanya declara la guerra als Estats Units.[2]
- 1913 - Nova York (Estats Units)ː s'inaugura a Manhattan el Woolworth Building, el grata-cels més alt del món fins al 1930 (241 metres).[3]
- 1915 - Genocidi Armeni: Turquia realitza el primer genocidi del segle xx, on moren 1.500.000 armenis.[4]
- 1916 - Dublín (Irlanda): Comença l'Alçament de Pasqua, revolta dels irlandesos republicans contra el domini britànic.[5]
- 1926 - Berlín (Alemanya): se signa el Tractat de Berlín entre Alemanya i la Unió Soviètica.[6]
- 1940 - Estats Units: es produeix la primera aparició dels personatges del Joker i Catwoman a diferents històries incloses a Batman nº1, ambdós creats per Bill Finger i Bob Kane.
- 1955 - Bandung (Indonèsia): Finalització de la Conferència de Bandung fou una reunió de líders dels països africans i asiàtics que havien estat sota colonització europea, entre el 18 i el 24 d'abril amb l'assistència de 29 països.[7]
- 1957 - Cantàbria: Mor en un enfrontament amb la guàrdia civil el guerriller antifranquista Ángel Juan Fernández Ayala, més conegut com a Juanín.
- 1990 - Cap Canaveral (Estats Units): Llançament a l'espai del telescopi espacial Hubble.[8]
- 2004 - Xipre: s'hi celebra el referèndum els resultats del qual comporten que l'1 de maig del 2004 només pugui entrar a la UE la part grega de l'illa.
- 2010 - Bruges (Bèlgica): dimissió del bisbe del bisbat de Bruges, Roger Vangheluwe per a raons de pedofília

## Naixements
Països Catalans
- 1859 - Camporrobles, Plana d'Utiel: Fidel García Berlanga, advocat, polític i terratinent valencià.
- 1864 - el Cabanyal, València: Bernat Morales i Sanmartín, dramaturg, novel·lista, compositor i periodista valencià (m. 1947).[9]
- 1890 - Sabadell: Eulàlia Garriga i Casals, mestra compromesa en la formació i la promoció de la dona treballadora.[10]
- 1918 - Barcelona: Ferran Díaz-Plaja i Contestí, escriptor i historiador català (m. 2012).[11]
- 1930 - Barcelona: Enric Badia Romero, dibuixant de còmic català (m. 2024).[12]
- 1947 - Pobla de Segur: Josep Borrell i Fontelles, polític i expresident del Parlament Europeu.
- 1948 - Barcelona: Júlia Costa i Coderch, narradora i poeta catalana.[13]
- 1950 - Barcelona: Joan Saura i Laporta, polític, conseller del govern de Catalunya (2003-2010) i president d'ICV.
- 1953 - Castelló de la Plana: Teresa Domingo Segarra, economista, professora universitària i política; ha estat diputada europea.[14]
- 1960 - El Vendrell: Carlota Baldrís i Rafecas, compositora i pedagoga musical.[15]
- 1975 - Barcelona: Nora Navas Garcia, actriu catalana.[16]
- 1989 - Palma: Melanie Costa, nedadora mallorquina.[17]
- 1991 - Alacant: Ana Pomares, escriptora valenciana.[18]
- 1993 - Granollers, Vallès Oriental: Laia Pons i Areñas, nedadora catalana de natació sincronitzada, guanyadora d'una medalla olímpica.[19]

Resta del món
- 1581, Lo Poi (Vescomtat de Bearn)ː Vicenç de Paül, religiós catòlic, canonitzat el 1737 (m. 1660).[20]
- 1822, Eslovàquia: Janko Kráľ poeta romàntic eslovac de la generació de Ľudovít Štúr (m. 1876).[21]
- 1845, Liestal, Suïssa: Carl Spitteler, escriptor suís, Premi Nobel de Literatura (m. 1924).[22]
- 1846, Londres (Anglaterra): Marcus Clarke, novel·lista i poeta australià d'origen anglès (m. 1881).[23]
- 1856, Cauchy-a-la-Tour, França: Philippe Pétain, militar i polític francès (m. 1951).[7]
- 1882, Moffat (Escòcia): Hugh Dowding, 1r Baró Dowding, oficial britànic de la Royal Air Force, Mariscal en Cap de l'Aire[7]
- 1897 - Teziutlán, Puebla (Mèxic): Manuel Ávila Camacho, President constitucional de Mèxic de 1940 a 1946 (m. 1955).[7]
- 1898 - Uztarroze, Navarra: Fidela Bernat Aracués, última parlant nadiua del dialecte del basc anomenat roncalès (m. 1991).[24]
- 1903, Madrid, Espanya: José Antonio Primo de Rivera, polític espanyol.
- 1908, Polanówka, Polònia: Józef Gosławski, escultor i medallista polonès.
- 1918, Múnic: Elisabeth Mann Borgese, experta internacional en dret i polítiques marítimes i en la protecció del medi ambient.[25]
- 1922, Torí, Itàlia: Susanna Agnelli, empresària, política i escriptora italiana (m. 2009).[26]
- 1925, Wisner, Nebraska: Virginia Huston, actriu cinematogràfica estatunidenca (m. 1981).[27]
- 1930, Arequipa (Perú): Luis Rey de Castro, periodista.
- 1931, West Norwood, Londres: Bridget Riley, pintora anglesa, figura destacada del moviment artístic de l'Op Art, o art òptic.[28]
- 1934, Richmond (Virgínia), Estats Units: Shirley MacLaine, actriu nord-americana.[29]
- 1936, Londres, Anglaterra: Jill Ireland, actriu anglesa (m. 1990).[30]
- 1942,
  - Nova York, Estats Units: Barbra Streisand, cantant, actriu i directora de cinema nord-americana.[31]
  - Parma, Itàlia: Silvia Federici, escriptora, professora i activista del moviment autònom i del feminisme de tradició marxista.[32]
- 1947, Saint Louis, Missouri (EUA): Roger David Kornberg, bioquímic, Premi Nobel de Química de 2006.
- 1951, Esch-sur-Alzette, Luxemburg: Viviane Reding, política luxemburguesa que ha treballat al Parlament Europeu.[33]

- 1952, Arcueil, França: Jean-Paul Gaultier, dissenyador francès.[34]
- 1968, Milà: Gabriella Gambino, experta en bioètica italiana i membre de la cúria romana de l'Església Catòlica Romana.[35]
- 1971, Torí, Itàlia: Stefania Rocca, actriu italiana.[36]
- 1975, Sacramento, Califòrnia, Estats Units: Samia Doumit, actriu estatunidenca.
- 1980, Ann Arbor, Michigan, Estats Units: Austin Nichols, actor i esportista estatunidenc.
- 1992, Múrcia: Laura Gil Collado, jugadora espanyola de bàsquet.[37]

## Necrològiques
Països Catalans
- 1991 - L'Ametlla del Vallès: Margarida Alfonso i Orfila, pianista, compositora i professora de música (n. 1914 o 1915).[38]
- 2022 - Monestir de Montserrat: Josep Massot i Muntaner, monjo benedictí, filòleg, historiador i assagista català (n. 1941).
- 2025 - Barcelona: Quim Pelegrí i Pinyes, biòleg, editor i fundador de Terra Lliure (n. 1954)[39]

Resta del món
- 624 - Canterbury (Regne de Kent)ː Melitó de Canterbury, primer bisbe de Londres.[40]
- 709 - Oundle (Northúmbria)ː Wilfrid, bisbe de York (n. 634).[41]
- 1342 - Avinyó (França): Benet XII, Papa de Roma (n. 1280).[42]
- 1479 - Santa María del Campo Rus (província de Conca, Espanya): Jorge Manrique, poeta castellà.
- 1618 - Poitiers: Antoniette d'Orléans-Longueville, noble i religiosa, fundadora de les Monges Benedictines de la Mare de Déu del Calvari.[43]
- 1710 - Lima (Perú): Manuel d'Oms i de Santa Pau, virrei del Perú.
- 1731 - Londres (Regne Unit): Daniel Defoe, escriptor anglès.[44]
- 1803 - París: Adelaïde Labille-Guiard, pintora francesa de temes històrics i retrats, membre de l'Acadèmia (n. 1749).[45]
- 1834 - Mesnil-sur-l'Estrée (França): Firmin Didot, tipògraf i editor (n. 1764).[46]
- 1884 - Marsella: Marie Taglioni, primera ballarina de dansa clàssica (n. 1804).[47]
- 1885 - Rouen, França: Nísia Floresta, educadora i escriptora brasilera, pionera del feminisme al Brasil (n. 1810).[48]
- 1940 - Estocolm: Fanny Brate, pintora sueca (n. 1862).[49]
- 1942 -
  - Toronto (Canadà): L. M. Montgomery, escriptora canadenca (n. 1874).[50]
  - Madrid: Leonor Serrano, mestra i advocada, defensora dels drets de les dones (n. 1890).[51]
  - París: Camille du Gast, celebritat francesa, pionera de l'automobilisme femení (n. 1868).[52]
- 1947 - Nova York: Willa Cather, escriptora estatunidenca de novel·les i relats, Premi Pulitzer 1923 (n. 1873).[53]
- 1960 - Berlín (Alemanya): Max von Laue, físic alemany, Premi Nobel de Física 1914 (n. 1879).[54]
- 1964 - Burgberg, Schwarzwald (Alemanya): Gerhard Johannes Paul Domagk, patòleg i bacteriòleg alemany, Premi Nobel de Medicina o Fisiologia de 1939 (n. 1895).[55]
- 1967 - 
  - Óblast d'Orenburg (Unió Soviètica)ː Vladímir Mikhàilovitx Komarov, cosmonauta rus. Va morir quan la nau Soiuz 1 on anava va estavellar-se (n. 1927).[56]
  - Rochester, NY: Ida Presti: guitarrista i compositora clàssica francesa (n. 1924).[57]
- 1981 - Bad Wiessee, Alemanya: Margarida de Grècia, princesa de Grècia i de Dinamarca (n. 1905).[58]
- 1986 - París: Wallis Simpson, esposa del rei Eduard VIII del Regne Unit, que renuncià a la corona per contraure-hi matrimoni (n. 1896).[59]
- 1993 - Johannesburg,(República Sud-africana): Oliver Tambo, polític sud-africà, militant de la causa anti-apartheid i president del Congrés Nacional Africà. (n. 1917).[7]
- 1998 - Lo Pradet (França): Christiane Rochefort, escriptora francesa, Premi Médicis de l'any 1988 (n. 1917).[60]
- 2004 - Manhattan, Ciutat de Nova York: Estée Lauder, empresària estatunidenca de cosmètica (n. 1906).[61]
- 2008 - Pittsfield, Massachusetts: Jimmy Giuffre, músic de jazz nord-americà (n. 1921).[62]
- 2010 - Villejuif, França: Baya Gacemi, periodista i escriptora algeriana, reconeguda pel seu compromís.[63]
- 2017 - Colònia: Agnes Giebel, soprano clàssica alemanya, especialista en la música de Bach (n. 1921).[64]
- 2021 - Klosterneuburg, Àustria: Christa Ludwig, mezzosoprano alemanya (n. 1928).[65]

## Festes i commemoracions
- Final de les festes de Moros i Cristians d'Alcoi, iniciades el 22 d'abril.
- Onomàstica: sants Maria Cleofàs i Maria Salomé; Fidel de Sigmaringen, caputxí; Gregori d'Elvira, bisbe; Melitó de Canterbury, bisbe; Wilfrid de York, bisbe; Maria Eufràsia Pelletier, fundadora de les Germanes del Bon Pastor; Benet Menni, prevere i fundador de les Germanes Hospitalàries del Sagrat Cor de Jesús; sant Cebrià de Tarragona, arquebisbe no canonitzat, però venerat localment; Corona d'Elx, monja, potser llegendària; Guillem Firmat, eremita; beat Francisco Colmenar, missioner; serventa de Déu Cesárea Ruiz de Esparza y Dávalos, fundadora de les Josefines de Mèxic.